# Немонинский канал
Немонинский канал (Кляйнер Фридрихсгарбен) (нем. Kleiner Friedrichsgraben) — канал в Калининградской области. Вход в канал находится в 13,2 км от устья по левому берегу реки Матросовки (недоступен для судов из-за дамбы 100-метровой ширины). Выход из канала находится в 8,3 км по правому берегу реки Немонина.

## Гидрография
Канал берёт начало от реки Матросовки у посёлка Заповедное. Нижняя часть канала (участок от впадения Немонинки до устья Ржевки) является средним течением реки Немонина. Устье канала располагается напротив устья Головкинского канала.

## История канала
Во второй половине XVII — начале XVIII века под руководством графини Луизы Катарины фон Трухзес было осуществлено строительство судоходных каналов между реками Гильге и Немонин. Построенный 6-и километровый канал в районе Гросс Крисцанен (позднее Зекенбург, ещё позже Заповедное) получил название Кляйнер Фридрихсгарбен (Малый канал Фридриха).
В Восточной Пруссии Кляйнер Фридрихсгарбен (ныне Немонинский) канал считался (вкупе с современными Полесским и Приморским каналами) частью водной системы Фридрихсгарбен.